# Labiaal-velaire nasaal
De labiaal-velaire nasaal is een medeklinker die in het Internationaal Fonetisch Alfabet wordt aangeduid met [ ŋ͡m.].
De klank komt vooral voor in talen in West- en Centraal-Afrika, en het oosten van Nieuw-Guinea.

## Kenmerken
- De manier van articulatie is plosief, wat inhoudt dat de klank wordt geproduceerd door de luchtstroom in het spraakkanaal te belemmeren.
- Het articulatiepunt is labiaal-velair, wat inhoudt dat de klank wordt gearticuleerd met zowel de lippen als de achterkant van de tong tegen het zachte verhemelte.
- Het type articulatie is stemhebbend, wat betekent dat de stembanden meetrillen bij het vormen van de klank.
- Het is een nasale medeklinker, wat betekent dat de lucht door de neus naar buiten stroomt.
- Het is een centrale medeklinker, wat inhoudt dat de klank wordt geproduceerd door de luchtstroom over het midden van de tong te laten stromen in plaats van langs de zijkanten.
- Het luchtstroommechanisme is pulmonisch-egressief, wat wil zeggen dat lucht uit de longen gestuwd wordt, in plaats van uit de glottis of de mond.

Deze pagina bevat fonetische informatie in het IPA, die in sommige browsers mogelijk niet correct wordt weergegeven.
Waar symbolen in paren voorkomen, vertegenwoordigt het rechter teken een stemhebbende medeklinker. Gearceerde gebieden bevatten medeklinkers die worden beschouwd als onuitspreekbaar.
Zie ook: IPA, Klinkers